# De danske Soldaters Indtog i Sønderjylland
|  | Denne artikel er oprettet af botten Steenthbot ud fra en ekstern database. Den kan derfor have sproglige fejl eller mangler. Denne skabelon kan fjernes efter kontrol af indholdet. |

De danske Soldaters Indtog i Sønderjylland er en dansk dokumentarisk optagelse fra 1920.

## Handling
Danske soldater indtager Sønderjylland den 5. maj 1920. "Olfert Fischer" sejler under kommandør Scheels ledelse ind i Sønderborg Havn. Den engelske admiral Sheppard overleverer militærmyndigheden til oberst Moltke. De danske dragoner rider ind i Tønder, hvor de bliver hjerteligt modtaget.